# Temporada 1986-1987 del Club Joventut Badalona
La temporada 1986-1987 va ser la 48a temporada en actiu del Club Joventut Badalona des que va començar a competir de manera oficial. La Penya va disputar la seva 31a temporada consecutiva a la màxima categoria del bàsquet espanyol, acabant la fase regular en la segona posició del grup i classificant-se per disputar els play-offs, en que va tornar a ser finalista, igual que a la temporada anterior. L'equip va arribar fins als quarts de final de la Recopa d'Europa, i va ser finalista de la Copa del Rei. A més, es va proclamar campió de la Supercopa espanyola, de la Copa Príncep d'Astúries i de la Lliga catalana.

## Resultats
Recopa
En aquesta edició de la Recopa d'Europa el Joventut va quedar eliminat a la lligueta de quarts de final.
Lliga ACB
A la Lliga ACB finalitza la primera fase com a segon classificat del seu grup, i com a segon en la lligueta de la segona fase, classificant-se per disputar els play-offs pel títol. A quarts de final va eliminar el CajaCanarias en dos partits, i a semifinals va eliminar el CAI Zaragoza també en dos partits. A la final va perdre davant el FC Barcelona en el quart partit.
Copa del Rei
Per tercera temporada consecutiva el Joventut va arribar a la final de la Copa del Rei, aquesta vegada disputant-la contra el FC Barcelona, i per tercera vegada consecutiva no va poder aixecar el títol (110-102). Prèviament, la Penya havia eliminat a quarts de final el CB CajaCanarias (97-92) i a semifinals el CB Caja Bilbao (102-91).
Copa Federació - Supercopa
El Joventut va guanyar per segona any consecutiu la Copa Federació, disputada al poliesportiu municipal de Riazor (La Corunya), al guanyar el Reial Madrid CF per 74 a 67. Jordi Villacampa i Chechu Biriukov (Madrid) van ser els màxims anotadors del partit, amb 20 punts.
Copa Príncep d'Astúries
La penya va guanyar la Copa Príncep d'Astúries en derrotar el TDK Manresa per 99 a 80.
Lliga catalana
La Penya va quedar primera al seu grup de semifinals de la Lliga catalana, classificant-se per disputar la final al Pavelló del CB Granollers. Va guanyar la seva primera lliga catalana davant el FC Barcelona per 98 a 97.

## Plantilla
La plantilla del Joventut aquesta temporada va ser la següent:
| Club Joventut Badalona: plantilla 1986-87 |       |      |
| Jugador                                   | Pos.  | A.   |
| Antón Soler                               | Pivot | 2.05 |
| Juan Rosa                                 | Aler  | 2.06 |
| Josep Maria Margall                       | Aler  | 1.98 |
| Josep Antoni Montero                      | Base  | 1.93 |
| Xavier Crespo                             | Aler  | 2.01 |
| Rafa Jofresa                              | Base  | 1.83 |
| Jordi Villacampa                          | Aler  | 1.96 |
| Paco Jiménez                              | Aler  | 1.98 |
| Reggie Johnson                            | Pivot | 2.06 |
| Sergi López                               | Base  | 1.81 |
| Eric Bartolomé                            | Aler  | 2.01 |
| Mike Schultz                              | Pivot | 2.05 |

| Club Joventut Badalona: staff 1986-87 |            |
| Nom                                   | Funció     |
| Alfred Julbe                          | Entrenador |

### Baixes
| Baixes a l'inici de temporada |       |
| Jugador                       | Pos.  |
| Miguel Ángel Abarca           | Pivot |
| Andrés Jiménez                | Aler  |
| Rafa Vecina                   | Pivot |
| Greg Stewart                  | Pivot |
| Art Housey                    | Pivot |